# بالدوین (آرکانزاس)
بالدوین (به انگلیسی: Baldwin) یک منطقهٔ مسکونی در ایالات متحده آمریکا است که در شهرستان واشینگتن، آرکانزاس واقع شده‌است. بالدوین ۳۷۱ متر بالاتر از سطح دریا واقع شده‌است.